# Marengo (cheval)
Pour les articles homonymes, voir Marengo.
Marengo (1794-1831) est l'une des montures de guerre les plus célèbres de Napoléon Ier parmi ses 130 chevaux personnels,. Il ne figure pas sur le registre des chevaux de Napoléon Ier, pourtant l'empereur le montait lors de la bataille de Waterloo.

## Histoire

### Monture de NapoléonIer

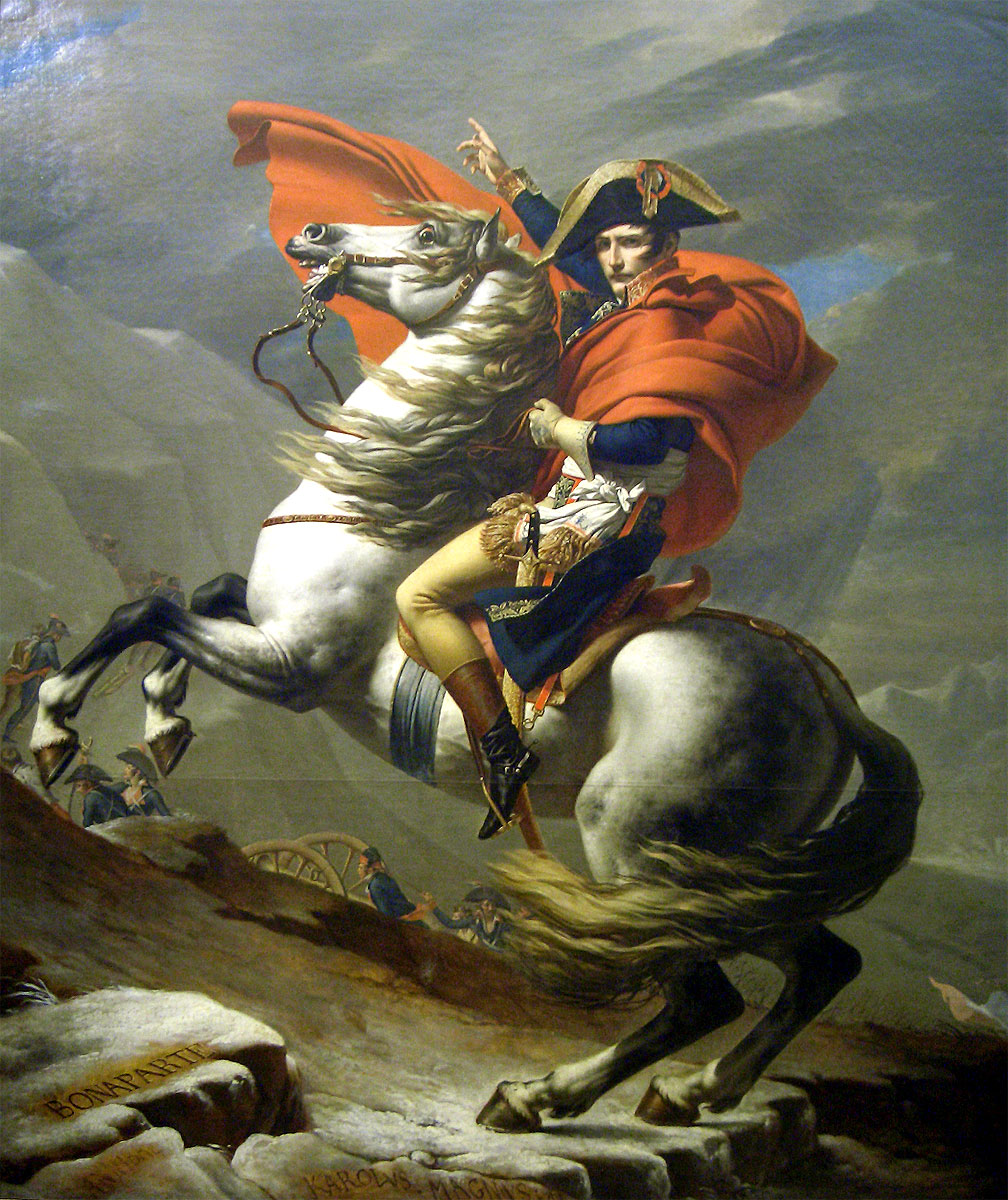
Bonaparte franchissant le Grand-Saint-Bernard par David, 1801.
Le cheval est censé être Marengo.

Marengo est un entier Arabe né en 1794, probablement au haras d'El Naseri. Cheval de petite taille (environ 1,40 m au garrot) de robe gris clair ou gris fer, il fut capturé à Aboukir et ramené d'Égypte vers la France en 1799, alors qu'il était âgé de 5 ans. Il ne figure pas sur le registre des chevaux de Napoléon.
Si l'on en croit la légende, ce cheval prit le nom de la bataille de Marengo, où l'empereur fut victorieux en 1800 alors qu'il le chevauchait. Napoléon l'aurait également chevauché pendant les batailles d'Austerlitz, d'Iéna et de Wagram. Marengo aurait été capable de galoper cinq heures d'affilée pour couvrir les 130 kilomètres entre Burgos et Valladolid, et de parcourir 80 kilomètres à jeun entre Vienne et Semmering. Il aurait survécu à la retraite de Russie avec 52 autres chevaux du haras personnel de Napoléon en 1812.

### Capture à Waterloo et fin de vie

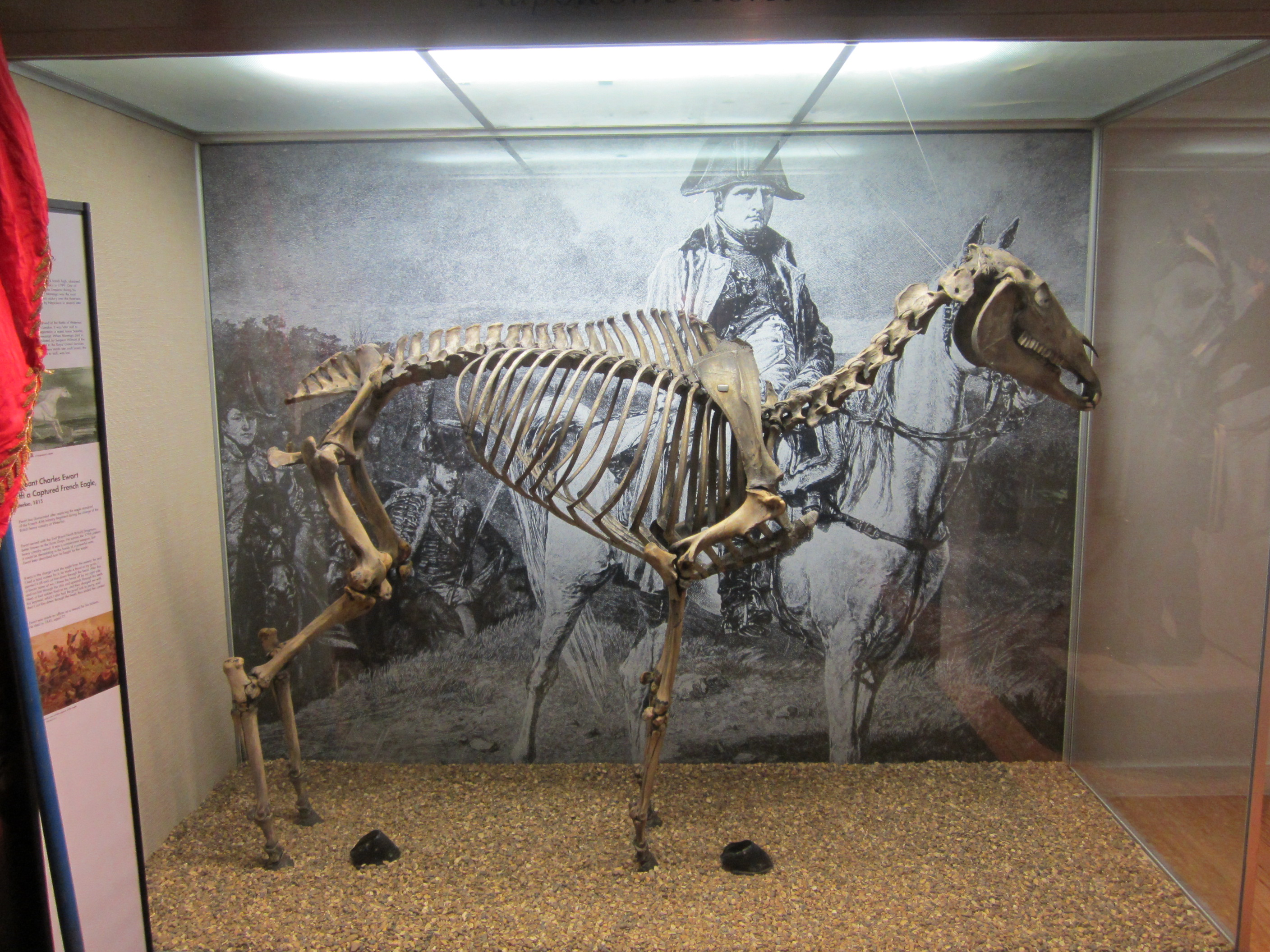
Le squelette de Marengo, exposé au National Army Museum, à Londres.

Napoléon le montait lors de la bataille de Waterloo et le cheval, alors âgé de 22 ans, fut capturé à la ferme du Caillou dans la soirée du 18 juin 1815, après la bataille. Il portait les stigmates de cinq blessures de guerre et avait reçu une balle dans la queue. Emmené en Angleterre par William Henry Francis Petre, il fut acheté aux enchères par le lieutenant-colonel des grenadiers John Julius Angerstein qui l'emmena dans son élevage de chevaux, New Barnes à l'Isle of Ely dans le Cambridgeshire. D'autres racontent que Marengo, blessé pendant la bataille de Waterloo, fut capturé par les Anglais et survécut 6 ou 7 ans à ses blessures.[réf. nécessaire]
Marengo aurait été un cheval très doux. Il fut présenté en exhibitions par le Captain Howard jusqu'à l'âge de 27 ans et utilisé pour la saillie en quelques rares occasions, après quoi il fut mis à la retraite et atteignit l'âge avancé de 38 ans avant de mourir à Brandon dans le Suffolk, en 1831. Tous les poulains de Marengo auraient porté une robe grise quelle que soit celle des juments.
Le squelette de Marengo est exposé au National Army Museum de l'Académie royale militaire de Sandhurst, à Chelsea. L'un de ses sabots arrière aurait été donné par le général Angerstein pour servir de cendrier, les deux sabots avant ont été transformés en tabatière, l'un est au palais Saint James, l'autre au Household Cavalry Museum après avoir été retrouvé dans la ferme où Marengo est mort.

### Postérité
À l'occasion des commémorations du bicentenaire de la mort de Napoléon Ier, une œuvre est commandée à Pascal Convert pour le dôme des Invalides dans le cadre du parcours d’art contemporain « Napoléon ? Encore ! » du musée de l’Armée,. L'artiste réalise à partir d’un scan 3D un fac-similé en matière composite du squelette de Marengo qu'il intitule Memento Marengo et qui est suspendu au-dessus du tombeau de l'Empereur, comme un Memento mori contemporain. « Ramener le cheval de Napoléon vers la tombe de son cavalier accomplit un rituel funéraire antique qui voulait que les combattants soient enterrés avec leur monture », explique-t-il, ajoutant : « La position du cheval évoque Pégase, cheval de l’envol et de la chute du demi-dieu Bellérophon, victime de la colère de Zeus pour avoir voulu atteindre le mont Olympe. Signe du destin, le Bellérophon est le nom du bateau anglais sur lequel Napoléon a remis sa reddition le 15 juillet 1815. »
L'œuvre entraîne une polémique ; elle est critiquée par plusieurs historiens, qui rappellent que le dôme des Invalides est une nécropole et non un espace d'exposition, tandis que d'autres s'émeuvent de sa symbolique macabre. Pensée pour être installée de façon éphémère, elle devrait être retirée le 13 février 2022,.